# Vlag van Maleisië

Vlag van Maleisië (ratio 1:2)

De huidige vlag van Maleisië, ook bekend als Jalur Gemilang, werd aangenomen op 16 september 1963 en toont zeven rode en zeven witte horizontale strepen en een blauw kanton met daarin een gele halve maan en een gele veertienpuntige ster.

## Ontwerp en symboliek
Het ontwerp van de Maleisische vlag is een interessante combinatie van de vlag van de Verenigde Staten en de halve maan met ster, traditionele islamitische symbolen. De Jalur Gemilang en de Stars and Stripes hebben beide een veld met afwisselend rode en witte strepen en een blauw kanton.
De halve maan en ster verwijzen zoals vermeld naar de islam. De islam is in Maleisië de staatsgodsdienst, hoewel 40% van de bevolking geen moslim is. De gele kleur van deze symbolen is de koninklijke kleur en staat voor de leiders van zowel de Maleisische federatie als de sultans en radjas van de deelstaten. De blauwe kleur van de achtergrond van het kanton symboliseert de eenheid van de Maleisiërs en is waarschijnlijk afgeleid van de vlag van de Britse Oost-Indische Compagnie.
De veertien strepen op de vlag staan voor de dertien staten en de (drie) Federale Gebieden van Maleisië. De ster heeft om dezelfde reden veertien benen. Deze ster, Bintang Persekutuan ("Federale Ster") geheten, vormt een nationaal symbool en is te vergelijken met de Australische Commonwealth Star. De Bintang Persekutuan is onder meer te zien op het logo van de Malaysian Chinese Association en dat van de United Malayan Banking Association en op het roundel van de Maleisische luchtmacht.
In 1997 werden de Maleisiërs opgeroepen om een naam te verzinnen voor de vlag. Dit werd Jalur Gemilang ("Glorieuze Strepen"), verwijzend naar het streven naar continue groei en succes. De naam werd bedacht door de toenmalige minister-president Mahathir bin Mohamad.

## Geschiedenis
De Straits Settlements kregen hun eigen vlag in 1874. De witte schijf werd verwijderd in 1925 en weer toegevoegd in 1942. De kolonie werd in 1946 ontbonden.
Brits Noord-Borneo kreeg zijn koloniale vlag in 1882 en wapperde ermee tot het zich in 1963 aansloot bij de Federatie van Maleisië.
Andere delen van de Britse bezittingen gebruikten ook blauw vaandels met hun respectievelijke wapenschilden tot de onafhankelijkheid.

? Vlag van de Straits Settlements, 1874-1925, 1942-1946
? Vlag van de Straits Settlements, 1925-1942
? Vlag van Brits Noord-Borneo, 1882-1902
? Vlag van Brits Noord-Borneo, 1902-1946
? Vlag van Brits Noord-Borneo, 1948-1963
? Vlag van de Kroonkolonie Labuan, 1912–1946
? Vlag van de Kroonkolonie Malakka, 1951-1957
? Vlag van de Kroonkolonie Penang, 1949-1952
? Vlag van de Kroonkolonie Penang, 1952-1957
? Vlag van de Kroonkolonie Sarawak, 1870–1946
? Vlag van de Kroonkolonie Sarawak, 1946-1963
? Vlag van de Kolonie Singapore, 1946–1952
? Vlag van de Kolonie Singapore, 1952–1959

In 1895 nam de Gefedereerde Maleise Staten, die onder Britse soevereiniteit stond, een wapenschild en een vlag aan. De vlag bestond uit vier horizontale banen van de kleuren wit, rood, geel en zwart, met in het midden van de vlag stond een wit ovaal met een springende tijger.
De drie kleuren hebben elk een symbolische betekenis.
- Wit voor Perak
- Geel voor Negeri Sembilan
- Rood voor Selangor
- Zwart voor Pahang

? Federatievlag van de Gefedereerde Maleise Staten, 1895-1950
? Geus van de Gefedereerde Maleise Staten tot 1950

De Unie van Malakka werd opgericht op 1 april 1946 en bleef dit vlag in gebruik. Na tegenstand van de etnische Maleiers werd de vakbond in 1948 gereorganiseerd als de Federatie van Malakka en bleef dit vlag in gebruik tot 1950.

### Ontstaan van de huidige vlag
De huidige vlag is een aanpassing van de vlag die in 1950 in gebruik werd genomen door de Federatie van Malaya. Deze federatie bestond uit elf deelstaten op het schiereiland Malakka en zou in 1963 samen met Sabah en Sarawak de staat Maleisië gaan vormen (tot 1965 ook met Singapore).
In Malaya wilde men al vóór de jaren vijftig een eigen vlag. Elke deelstaat had (en heeft) zijn eigen vlag, maar een nationale vlag ontbrak vooralsnog. In 1947 riep de regering dan uiteindelijk de bevolking op om een nationale vlag te ontwerpen. Hieruit werden drie ontwerpen geselecteerd. De eerste twee vlaggen toonden elf witte sterren en twee krissen op een blauwe achtergrond. Het derde ontwerp had elf rood-witte strepen en een gele halve maan en vijfpuntige ster in een blauw kanton. Dit laatste ontwerp, van de hand van Mohamed Hamzah, een 29-jarige architect, werd gekozen middels een stemming via de krant The Malay Mail. Aangezien er in Malaya een strijd woedde tegen de communisten, de zogeheten Malayan Emergency, werd het aantal benen van de ster uitgebreid van vijf naar elf. De vijfpuntige ster vertoonde namelijk te veel gelijkenis met de communistische ster.
De vlag werd uiteindelijk op 19 mei 1950 goedgekeurd door koning George VI. Zij werd voor het eerst gehesen voor Istana Selangor op 26 mei 1950.
Toen Maleisië in 1963 gevormd werd uit de voormalige Malayse staten plus Sabah, Sarawak en Singapore, werd het aantal strepen en benen van de ster uitgebreid van elf tot veertien, overeenkomstig het aantal nieuwe deelstaten. Hiermee werd de huidige vlag in gebruik genomen. Toen Singapore in 1965 onafhankelijk werd, bleef het ontwerp uit 1963 in gebruik. Toen Kuala Lumpur op 1 februari 1972 een federaal territorium werd, werden de veertiende streep en sterrebeen symbolisch voor het territorium. Sinds de creatie van de federale territoria Labuan (1984) en Putrajaya (2001) staan de veertien sterrebenen en strepen voor de dertien staten plus de federale territoria.

? Vlag van de Federatie van Malakka, 1950-1963
? Vlag van Maleisië, sinds 1963

## Andere versies van de nationale vlag
Private schepen varen in Maleisië met een rode handelsvlag die in het kanton de Jalur Gemilang voert (met een blauwe rand). Schepen van de overheid gebruiken de gewone versie van de nationale vlag. Marineschepen voeren een wit vaandel met in het kanton de normale Maleisische vlag (met een rode rand) en in een wit veld het marine-embleem, bestaande uit een anker en twee krissen.